# Patauá
O patauá, batauá ou putauá (Oenocarpus bataua  ou Jessenia bataua) é uma palmeira originária da Amazônia. Ela tem um fruto comestível rico em óleo de alta qualidade.

## Etimologia
"Patauá" é um termo originário das línguas caribes.

## Nomes vernáculos
- Proto-Maku Oriental[3]: *wako
- Proto-Arawá[4]: *hawa
- Proto-Bora-Muinane[5]: *kúume
- Kwazá[6]: uru

## Distribuição ehabitat
Própria da floresta pluvial tropical, é abundante nas zonas úmidas a menos de 1000 metros de altitude desde o Panamá até o noroeste da América do Sul: Colômbia, Venezuela, as Guianas, o Brasil, Bolívia, Equador e o Peru.

## Descrição
Se caracteriza por um estipe ou caule solitário ereto, de 10 a 25 metros de altura e 2 a 3 decímetros de diâmetro, liso, anelado. Tem de 10 a 16 folhas terminais, penduladas para os lados, com pecíolo de 1 a 50 centímetros e ráquis de 3 a 7 metros de longitude; ápice acuminado, limbo com pínulas alternas de até 2 metros de comprimento e 15 centímetros de largo, aproximadamente 100 a cada lado, colocadas no mesmo plano.
Florescência de 1 a 2 metros de longitude, com cerca de 300 ráquilas de até 1,3 metro de comprimento. Flores amarelas com sépalas de até 2 milímetros e pétalas de até 7 milímetros.
Os frutos são preto-violáceos, oblongos, de 3 a 4 centímetros de longitude por 2 centímetros de diâmetro, com exocarpo delgado e liso, mesocarpo carnoso e rico em um óleo com 4 por cento de proteína e peso de 10 a 15 gramas cada um, representado na polpa por 40 por cento do peso. Cada palmeira produz entre 3 e 4 racemos e cada racemo tem mais de mil frutos.

## Uso

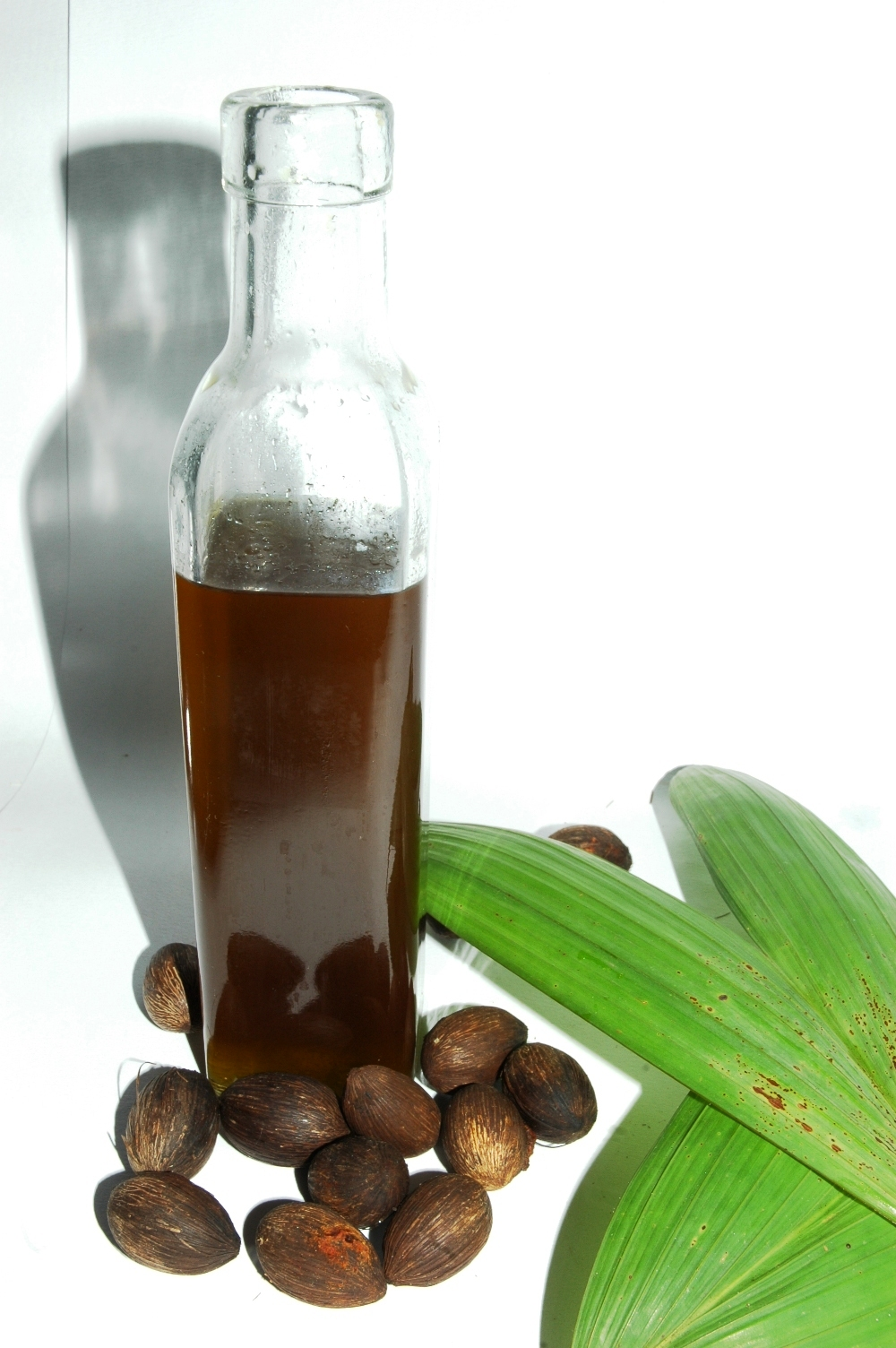
Óleo de Patauá

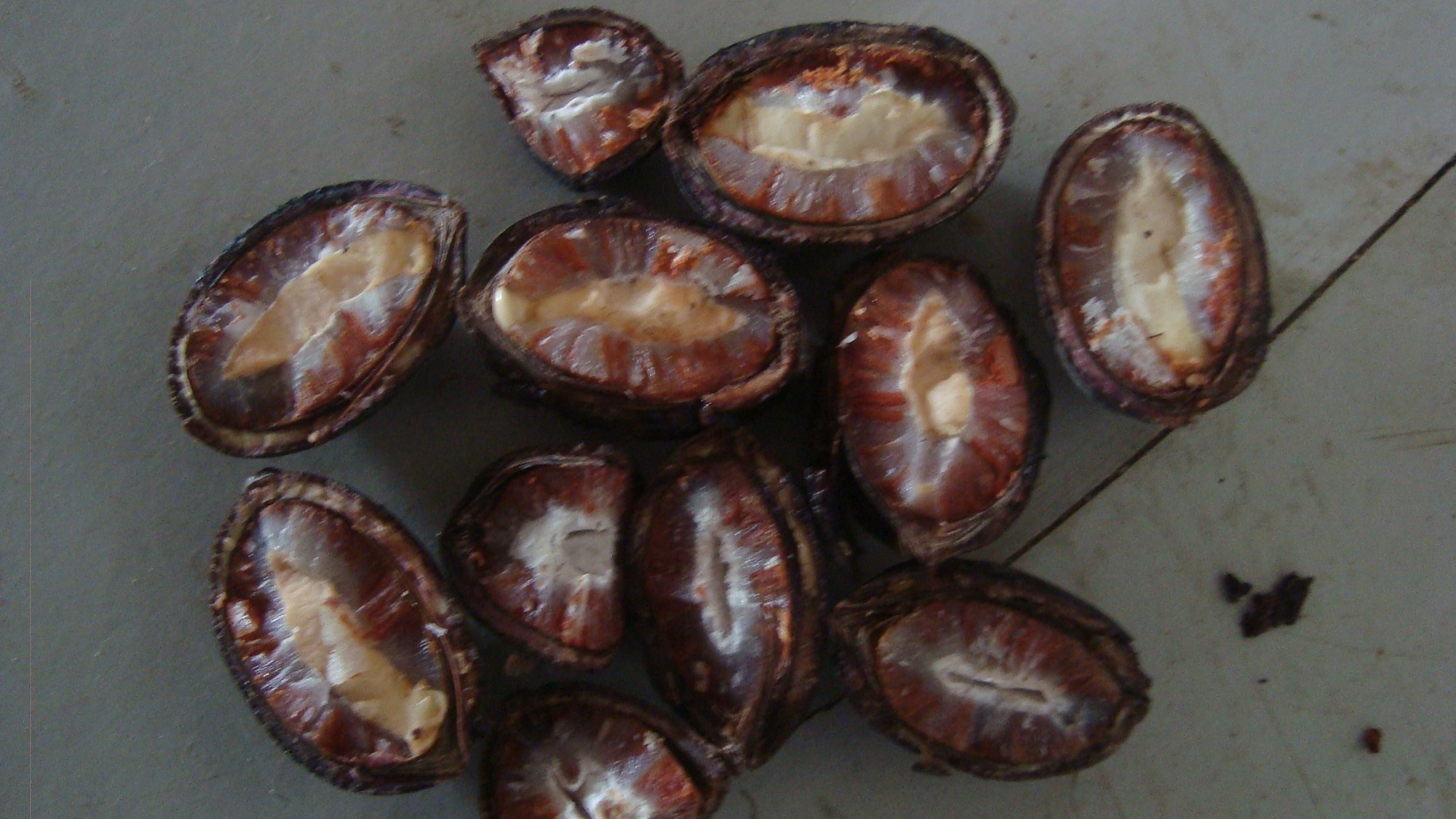
Semente de Patauá, de onde se extrai o óleo.

A proteína de Patauá é uma das mais valiosas encontradas entre plantas e pode ser comparada com a carne ou leite de gado por ter uma maior quantidade de triptofano e de lisina. Tradicionalmente, os indígenas têm recolhido o fruto e maturado-o na água morna para preparar bebidas e também para extrair óleo. Suas drupas, contêm de oito a dez por cento de óleo. Também é comestível o miolo fresco. Além disso, na palma se criam larvas comestíveis de besouros.
O óleo é utilizado na medicina tradicional para aliviar a tosse e a bronquite. e como fortificante capilar.
Pelas suas constantes químicas, pelo gosto e cheiro quando refinado, ele se aproxima muito do azeite de oliveira.
Tradicionalmente, o óleo de patauá é empregado pelas comunidades amazônicas nas frituras, e como tônico no tratamento da queda de cabelos.
O óleo é bom para muitos problemas de saúde e atua no organismo como laxante, remédio para tuberculose, asma e outros problemas respiratórios. É empregado também na produção cosmética pois pode ser usado como um tônico para amaciar o cabelo. Um famoso pesquisador que morava em uma aldeia Kayapó disse que os índios ficavam mais bonitos, nutridos e saudáveis na época de frutificação do patauazeiro.

## Sinonímia
- Oenocarpus batawa Wallace (1853), orth. var.
- Jessenia polycarpa H.Karst. (1857).
- Jessenia oligocarpa Griseb. & H.Wendl. ex Griseb. (1864)
- Jessenia repanda Engl. (1865).
- Jessenia bataua (Mart.) Burret (1928).
- Jessenia weberbaueri Burret (1929).[7][13][11][12]